# Botrysphaeria stevensii
Botrysphaeria stevensii là một loài Ascomycetes trong họ Botryosphaeriaceae. Loài này được Shoemaker miêu tả khoa học đầu tiên năm 1964.
Đây là loài gây hại của các cây trong chi Quercus, phát triển phổ biến ở Bulgaria.